# Звенигород (Львівський район)
Звени́город (Звени́город Га́лицький) — село Львівського району Львівської області. Колишня столиця Звенигородського князівства (XI—XII ст.). До колишньої Звенигородської сільської ради належало 5 сіл: Звенигород, Шоломинь, Гринів, Відники і Коцурів.

## Історія

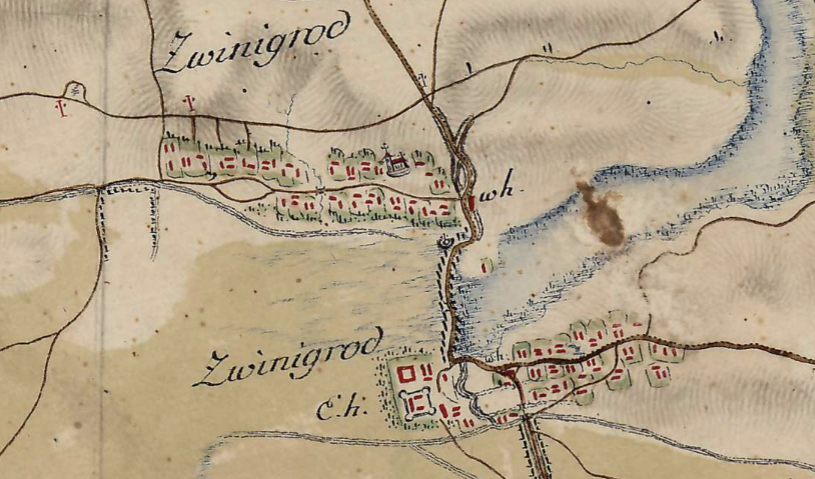
Звенигород на австрійській мапі фон Міга XVIII століття.

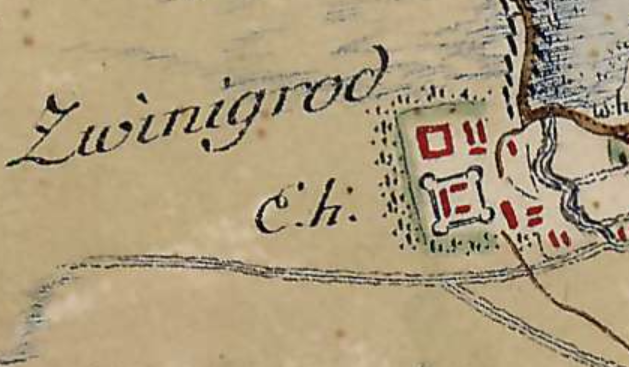
Замок-форт на мапі фон Міга XVIII століття.

Перша згадка про Звенигород датована 1087 (за іншими даними — 1086) роком.
Деякі дослідники вважають, що поселення тут створили ще племена бужан у I тис. н. е.
На початку II тис. н. е. Звенигород стає укріпленим містом та важливим стратегічним пунктом західних руських земель.
Вперше про город згадують у «Повісті временних літ» та Іпатіївському літописі, коли розповідають про повернення Ярополка Ізяславовича із Польщі у 1087 році (тоді як Лаврентіївський літопис відносить цю подію до 1086-го): …пріиде Ӕрополкъ из Лѧховъ… … ї пересѣдивъ мало дн҃ѣи . їде къ Звенигороду… Саме на підході до Звенигорода, згідно з літописом, Ярополка і вбили.
Найбільший розквіт місто переживає у XII ст., коли тут правив правнук Ярослава Мудрого Володимирко. Звенигород був центром удільного Звенигородського князівства. Князь Володимирко почав процес об'єднання галицьких князівств, приєднавши до Перемишля та Звенигорода території Галича і Теребовлі. У 1144 і 1146 рр. на Звенигород зазіхав київський князь Всеволод, але не зумів здобути фортецю.
На початку 1140-х рр. становлення міцного західноруського князівства завершилось і після перенесення Володимирком столиці до Галича (1141 або 1144) було створено єдине Галицьке князівство. Після цього роль Звенигорода зменшилась.
У 1241 році місто було здобуто військом Батия і перестало існувати. Неподалік король Данило заснував Львів (за даними статті в «Енциклопедії українознавства», наприкінці 40-х або на початку 50-х), який швидко розвивався. Населений пункт давно втратив колишнє значення і зараз має статус села.
У 1870-х рр. відомий львівський краєзнавець Антоній Шнайдер створив для села (як колишнього «підупалого містечка») проєкт герба: «Святий Миколай, що благословляє Звенигородський замок». Проєкт не дістав офіційного затвердження.
У 1918 році в селі з-поміж місцевих мешканців була сформована сотня — понад 135 стрільців та входила до складу 3-го куреня 24-го піхотного полку Українських Січових стрільців. Звенигородська сотня брала участь у бойових діях під час українсько-польської війни 1918—1919 років.
У Звенигороді встановлений пам'ятний знак на честь 900-річчя села.

## Археологічні знахідки
- стоянка мисливців кам'яної доби[10]

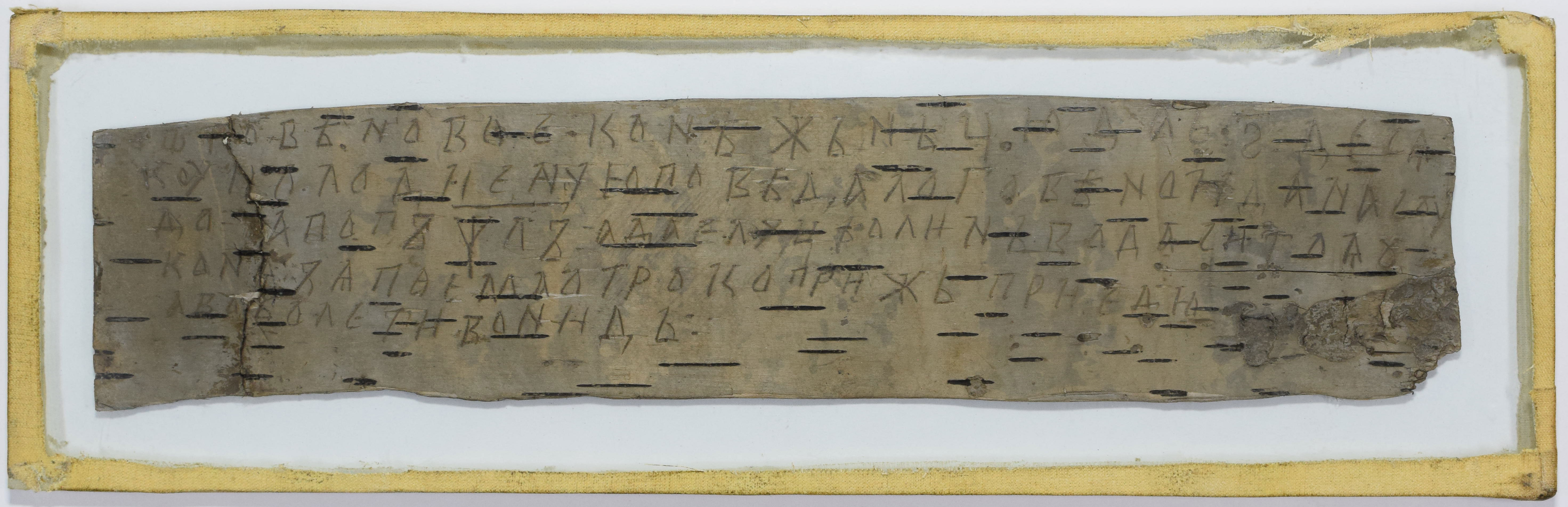
Одна з берестяних грамот знайдених у Звенигороді «Лист Говенової» (бл. 1110—1124 рр.). Мова давньоукраїнська.

- стародавнє городище з оборонними ровами та валами
- фундаменти кам'яної церкви ХІІІ ст.
- дорога ХІІ ст.
- берестяні грамоти
- залишки та рови замку-форту XVII—XVIII століття, навіть зараз їх чітко можна побачити, як наживо, так і з гугл-карт.

## Населення
За даними всеукраїнського перепису населення 2001 року, в селі мешкало 1156 осіб. Мовний склад села був таким:
| Мова       | Число ос. | Відсоток |
| ---------- | --------- | -------- |
| українська | 1 153     | 99,74    |
| російська  | 2         | 0,17     |
| інші мови  | 1         | 0,09     |

## Церква
- храм Св. Миколая (дер.) збудований у 1890 р. (УГКЦ).
- храм Св. Миколая (мур.) (ПЦУ). Належить до Пустомитівського деканату, Львівської єпархії УАПЦ.

## Відомі люди
- Бережанська Зореслава Степанівна (нар. 10 березня 1951, с. Звенигород) — український підприємець, кандидат фізико-математичних наук.
- Паліїв Омелян — український студентський та військовий діяч, сотник УГА, згодом комуніст.
- Чаркас Андрій Степанович (1975—2014) — старший солдат ЗСУ, поліг у боях за Дебальцеве, похований тут.